# Demonoid (Band)
Demonoid ist eine schwedische Death- und Thrash-Metal-Supergroup aus Stockholm, die im Jahr 2002 gegründet wurde.

## Geschichte
Die Band wurde im Jahr 2002 von Kristian Niemann gegründet und bestand etwas später aus den drei Therion-Mitgliedern Christofer Johnsson (Gesang), den Brüdern Kristian (E-Gitarre) und Johan Niemann (Bass) und dem Soilwork-Schlagzeuger Rickard Evensand. Über Nuclear Blast erschien im Juli 2004 das Debütalbum Riders of the Apocalypse. Das Album war zwischen Dezember 2002 und Februar 2003 aufgenommen worden. Im März 2006 verließ Christofer Johnsson die Band. Er wurde durch Masse Broberg ersetzt. Broberg wiederum wurde im Jahr 2011 durch Mario Santos Ramos ersetzt.

## Stil
Eduardo Rivadavia von Allmusic bezeichnete die Gruppe als eine Death- und Thrash-Metal-Band. Demonoid versuche möglichst viele Oldschool-Einflüsse zu verarbeiten. rockdetector.com beschrieb die Musik der Band als eine Mischung aus Death- und Black-Metal mit Thrash-Metal-Einflüssen. Laut dem Facebook-Profil der Band basiere Riders of the Apocalypse auf einer Geschichte, die teils fiktional sei, aber auch theologische und historische Elemente einbaue. Die Texte sprächen sich gegen die Bibel und die jüdisch-christlichen Lehren aus und sähe diese als die größte Quelle für Verbrechen der Menschheit an. Michael Edele von laut.de in seiner Rezension zum Album, dass die Band Oldschool-Death-Metal mit modernen Thrash-Metal-Riffs spielt und oft an die frühen Entombed erinnere. Das Album behandele thematisch die apokalyptischen Reiter, was die Band jedoch mit ein paar Ideen erweitert habe. Der Gesang sei tief und werde gegrowlt. Das Lied Wargods biete modernen schwedischen Death-Metal, der traditionsgemäß auch leichte Thrash-Metal-Einflüsse aufweise. Im folgenden Firestorms seien die Thrash- und Death-Metal-Einflüsse gleichmäßig verteilt. Neben schnellen Liedern enthalte das Album auch langsame, durch Doom Metal beeinflusste Lieder wie 14th Century Plague. Laut Anzo Sadoni vom Metal Hammer spielt die Band Death Metal mit Black-Metal-Einflüssen mit der Verwendung von Thrash-Metal-Riffs. Zudem gebe es Passagen, die an Dimmu Borgir oder Dissection erinnern würden. Die Musik unterscheide sich dabei stark von der von Therion. Das Album sei ein „metallischer Hybrid aus Schwärze, Melancholie, Melodien und Death Metal“. Das Album sei für Fans von Dimmu Borgir, Cradle of Filth, Death Metal und Melodic Death Metal geeignet.

## Diskografie
- 2004: Riders of the Apocalypse (Album, Nuclear Blast)